# 八木治郎ショー
『八木治郎ショー』（やぎじろうショー）は、1970年1月3日から1980年9月27日まで毎日放送を制作局として、NETテレビ（現・テレビ朝日）系列局とTBS系列局で生放送されていたトーク中心のワイドショー。放送時間は毎週土曜日 8:30 - 9:30（JST）。カラー放送。

## 概要
当初は1965年4月に『MBSウィークエンドショー』と題してスタート。同年11月に『ウィークエンドショー』となり、1966年4月から1969年12月までは『ウィークエンドモーニングショー』というタイトルで放送された。『小川宏ショー』（フジテレビ系列）の小川宏や『モーニングショー』（NETテレビ→テレビ朝日系列）の木島則夫と同様、NHKからの引き抜きの形で1966年4月の『ウィークエンドモーニングショー』への改編を機に『私の秘密』の司会などを務めていた八木治郎をメイン司会者に迎えた。
NET制作の『モーニングショー』とワンセットで放送されたが、1975年4月から腸捻転解消に伴いTBS系列の放送となり、完全に別番組となった。
当初は「教育・社会・政治・経済」をテーマに特集や討論を繰り広げる硬派の番組としてスタート。中でも吉岡たすくの教育コーナーが当番組での人気となった。後にゲストを迎えてのトークバラエティ路線へと徐々に軌道修正した。そして、1980年10月に放送時間が8時からとなり『八木治郎ショー・いい朝8時』にタイトルを変更、完全なトーク番組となった。
スポンサーは筆頭スポンサーの田辺製薬（現:田辺三菱製薬）をはじめとした複数社の提供だった。

## 出演者

### 司会
- 八木治郎（メイン司会者）[2]
- 初代 森乃福郎（開始〜1977年9月まで）[2][注 2]
- あかはゆき（1976年10月〜1977年9月）[2][注 3]
- 芳村真理（1977年10月〜終了まで）
- 阪本時彦（当時毎日放送アナウンサー、1977年10月〜終了まで）

### アシスタント
- 井口真智子
- 高見リサ

### レギュラー
- 吉岡たすく
- 大平透（田辺製薬の生コマーシャル） ほか

## ネット局

### 1975年3月まで
系列は当時の系列。◎は腸捻転解消後もネットを継続した局。○は『おはようワイド・土曜の朝に』（朝日放送）にネットを切り替えた局。△は『モーニングショー』とワンセットで放送していた局。
| 放送対象地域            | 放送局                              | 系列                         | 備考 |
| ----------------------- | ----------------------------------- | ---------------------------- | --- |
| 近畿広域圏              | 毎日放送（MBS）                     | NETテレビ系列                | △制作局 |
| 関東広域圏              | NETテレビ （現・テレビ朝日）（NET） | NETテレビ系列                | ○△ |
| 北海道                  | 北海道放送（HBC）                   | TBS系列                      | 1970年1月3日から1971年8月28日まで                                                                                |
| 北海道                  | 北海道テレビ（HTB）                 | NETテレビ系列                | ○△1971年9月4日から1975年3月29日まで                                                                              |
| 青森県                  | 青森放送（RAB）                     | 日本テレビ系列               | ○△（△は1971年3月まで）                                                                                           |
| 岩手県                  | テレビ岩手（TVI）                   | 日本テレビ系列 NETテレビ系列 | ○△ |
| 宮城県                  | 東北放送（TBC）                     | TBS系列                      | △1970年9月まで                                                                                                   |
| 宮城県                  | 宮城テレビ（MTB）                   | 日本テレビ系列 NETテレビ系列 | ○△1970年10月開局から                                                                                             |
| 秋田県                  | 秋田放送（ABS）                     | 日本テレビ系列               | ○△ |
| 山形県                  | 山形放送（YBC）                     | 日本テレビ系列               | ○△ |
| 福島県                  | 福島テレビ（FTV）                   | TBS系列 フジテレビ系列       | ◎1971年9月までは日本テレビ系列 △（△は1970年1月の間のみ）                                                         |
| 山梨県                  | 山梨放送（YBS）                     | 日本テレビ系列               | ○△ |
| 新潟県                  | 新潟放送（BSN）                     | TBS系列                      | ◎△ |
| 長野県                  | 信越放送（SBC）                     | TBS系列                      | ◎△ |
| 静岡県                  | 静岡放送（SBS）                     | TBS系列                      | ◎△ |
| 富山県                  | 北日本放送（KNB）                   | 日本テレビ系列               | ◎△ |
| 石川県                  | 北陸放送（MRO）                     | TBS系列                      | ◎△ |
| 福井県                  | 福井放送（FBC）                     | 日本テレビ系列               | ○△ |
| 中京広域圏              | 名古屋テレビ（NBN）                 | NETテレビ系列                | ○△1973年3月までは日本テレビ系列とのクロスネット局                                                                |
| 鳥取県 →鳥取県 ・島根県 | 日本海テレビ（NKT）                 | 日本テレビ系列               | ○△1972年9月までの放送エリアは鳥取県のみ 相互乗り入れ後も山陰放送と2局放送を継続                                  |
| 島根県 →鳥取県 ・島根県 | 山陰放送（BSS）                     | TBS系列                      | ◎△1972年9月までの放送エリアは島根県のみ 相互乗り入れ後も日本海テレビと2局放送を継続                              |
| 広島県                  | 中国放送（RCC）                     | TBS系列                      | △（1971年3月まで） 広島ホームテレビ開局後、 『モーニングショー』を同局に一本化した1971年4月以降も9月25日まで放送 |
| 広島県                  | 広島ホームテレビ（UHT）             | NETテレビ系列                | ○△1971年10月2日から                                                                                              |
| 山口県                  | 山口放送（KRY）                     | 日本テレビ系列               | ○△ |
| 徳島県                  | 四国放送（JR）                      | 日本テレビ系列               | ◎△ |
| 香川県                  | 西日本放送（RNC）                   | 日本テレビ系列               | △（△は1971年3月まで） 当時の免許エリアは香川県のみ                                                               |
| 愛媛県                  | 南海放送（RNB）                     | 日本テレビ系列               | ◎△ |
| 高知県                  | 高知放送（RKC）                     | 日本テレビ系列               | ○△ |
| 福岡県                  | 九州朝日放送（KBC）                 | NETテレビ系列                | ○△ |
| 長崎県                  | 長崎放送（NBC）                     | TBS系列                      | ○△ |
| 熊本県                  | 熊本放送（RKK）                     | TBS系列                      | ◎△ |
| 大分県                  | 大分放送（OBS）                     | TBS系列                      | ◎△ |
| 宮崎県                  | 宮崎放送（MRT）                     | TBS系列                      | ◎△ |
| 鹿児島県                | 南日本放送（MBC）                   | TBS系列                      | ○△ |
| 沖縄県                  | 琉球放送（RBC）                     | TBS系列                      | ○△ |

### 1975年4月以降
1975年4月以降はTBS系番組となり、TBS系列局（一部を除く）と北日本放送・四国放送・南海放送（日本テレビ系列）でネットを開始した。系列は放送当時の系列。◎は腸捻転解消前から放送している局。○は当該地域で腸捻転解消と同時に放映権が移動した局。
| 放送対象地域  | 放送局                                | 系列                   | 備考                         |
| ------------- | ------------------------------------- | ---------------------- | ---------------------------- |
| 近畿広域圏    | 毎日放送（MBS）                       | TBS系列                | 制作局                       |
| 関東広域圏    | 東京放送（TBS） （現・TBSテレビ）     | TBS系列                | ○                            |
| 北海道        | 北海道放送（HBC）                     | TBS系列                | ○                            |
| 青森県        | 青森テレビ（ATV）                     | TBS系列                | ○                            |
| 岩手県        | 岩手放送（IBC） （現・IBC岩手放送）   | TBS系列                | 1980年4月から                |
| 宮城県        | 東北放送（TBC）                       | TBS系列                | ○                            |
| 福島県        | 福島テレビ（FTV）                     | TBS系列 フジテレビ系列 | ◎                            |
| 山梨県        | テレビ山梨（UTY）                     | TBS系列                | ○                            |
| 新潟県        | 新潟放送（BSN）                       | TBS系列                | ◎                            |
| 長野県        | 信越放送（SBC）                       | TBS系列                | ◎                            |
| 静岡県        | 静岡放送（SBS）                       | TBS系列                | ◎                            |
| 富山県        | 北日本放送（KNB）                     | 日本テレビ系列         | ◎                            |
| 石川県        | 北陸放送（MRO）                       | TBS系列                | ◎                            |
| 中京広域圏    | 中部日本放送（CBC） （現・CBCテレビ） | TBS系列                | ○                            |
| 鳥取県 島根県 | 山陰放送（BSS）                       | TBS系列                | ◎                            |
| 岡山県        | 山陽放送（RSK） （現・RSK山陽放送）   | TBS系列                | 当時の免許エリアは岡山県のみ |
| 広島県        | 中国放送（RCC）                       | TBS系列                | ○                            |
| 徳島県        | 四国放送（JRT）                       | 日本テレビ系列         | ◎                            |
| 愛媛県        | 南海放送（RNB）                       | 日本テレビ系列         | ◎                            |
| 高知県        | テレビ高知（KUTV）                    | TBS系列                | ○                            |
| 福岡県        | RKB毎日放送（RKB）                    | TBS系列                | ○                            |
| 熊本県        | 熊本放送（RKK）                       | TBS系列                | ◎                            |
| 大分県        | 大分放送（OBS）                       | TBS系列                | ◎                            |
| 宮崎県        | 宮崎放送（MRT）                       | TBS系列                | ◎                            |

## 備考
- 腸捻転解消に伴い、解消後も本番組のネットを継続した新潟・長野・静岡・富山・石川・徳島・愛媛・熊本・大分・宮崎の10県は本番組をもってNETテレビ系列（現・テレビ朝日系列）土曜朝のワイドショーのネットを打ち切った[注 8]。そのため、当該地域ではNET系列朝のワイドショーは『モーニングショー』のみの放送となった[注 9]。同時に日本海テレビと山陰放送による1地域2局同時放送も解消され、腸捻転解消後における鳥取県・島根県における本番組は山陰放送での放送となり、日本海テレビは『おはようワイド・土曜の朝に』（朝日放送）に切り替えた。腸捻転解消後の日本海テレビと山陰放送における1地域2局同時放送を実施するNETテレビ系列のワイドショーは『モーニングショー』と『アフタヌーンショー』の2番組となった。
- 逆に岩手県と山口県では岩手放送とテレビ山口（テレビ山口は当時はフジテレビ系とのクロスネット局）が、腸捻転解消当時『ハイ!土曜日です』（関西テレビ）を放送していたため未放送となったが、岩手放送は1980年4月に『ハイ!土曜日です』を打ち切った上で5年ぶりに岩手県における放送を再開している。長崎放送・南日本放送・琉球放送のTBS系3局と秋田放送・山形放送・福井放送の日本テレビ系列3局でも本番組を打ち切って、腸捻転解消と同時にNETテレビ系列局同様に『おはようワイド・土曜の朝に』（朝日放送）に切り替えた[注 10]。